# Arbeitnehmer
Arbeitnehmer, in Österreich auch unselbständig Beschäftigte oder Dienstnehmer, sind natürliche Personen, die im Rahmen eines Arbeitsverhältnisses aufgrund eines Arbeitsvertrags verpflichtet sind, ihre Arbeitskraft weisungsgebunden gegen Arbeitsentgelt ihrem Arbeitgeber zur Verfügung zu stellen.

## Allgemeines
Arbeitnehmer ist, wer im Wesentlichen persönlich abhängig arbeitet und hinsichtlich Arbeitszeit, Arbeitsort oder Arbeitsinhalt Weisungen unterworfen ist. Arbeitnehmer gibt es dort, wo Arbeitgeber vorhanden sind. Arbeitnehmer und Arbeitgeber sind deshalb Komplementärbegriffe, mit denen das Arbeitsverhältnis und der Arbeitsvertrag erst funktioniert. Arbeitnehmer sind Personen, die eine Arbeitstätigkeit wahrnehmen und dabei von den Anordnungen eines Arbeitgebers abhängig sind. Arbeitnehmer stellen ihre Arbeitskraft zwecks Erbringung einer Arbeitsleistung zur Verfügung und erhalten vom Arbeitgeber hierfür als Gegenleistung das Arbeitsentgelt.
Die Arbeitnehmer ergänzen sich mit den Selbständigen und den mithelfenden Familienangehörigen zur volkswirtschaftlichen Kennzahl der Erwerbstätigen.

## Wortherkunft
Bis in die zweite Hälfte des 18. Jh. wurden im deutschen Sprachraum die abhängig Beschäftigten als Gesinde, Dienstbothen, Dienstgesind etc. bezeichnet. Ihre Auftraggeber und Herren waren die Herrschaft, Hausvater, Dienstherr, Diensthälter oder Gesindhälter. Es gab eine Vielzahl unterschiedlicher Rechtsverhältnisse. Die Neugestaltung und Vereinheitlichung des Dienstrechts erforderte neue, umfassende Begriffe. Im Zusammenhang mit Dienstverhältnissen wurde nun der Begriff „Dienstvertrag“ eingeführt. Im deutschsprachigen Teil der K.u.K. Monarchie Österreich-Ungarn wurden um 1800 die Vertragsparteien erstmals als „Dienstgeber“ und „Dienstnehmer“ bezeichnet. Dem Herren zu dienen war eine Gnade, die dem Untergebenen gewährt wurde – der Herr gab den Dienst, der Untergebene nahm das Dienstverhältnis an. Mit der Entstehung einer kapitalistischen Industriegesellschaft wandelten sich die Begriffe und wurden auch zur Kennzeichnung des Lohnarbeitsverhältnisses benutzt. Sie hielten dort Mitte des 19. Jahrhunderts im deutschsprachigen Raum in Form des korrespondierenden Wortpaars Arbeitgeber und Arbeitnehmer Einzug in Rechtsquellen und Verordnungen. Arbeitnehmer ist dem Deutschen Wörterbuch der Brüder Grimm von 1854 zufolge, wer gegenüber dem Arbeitgeber die ihm aufgetragene Arbeit annimmt.

## Wirtschaftliche Aspekte
Hauptvertragspflicht des Arbeitnehmers ist es, Arbeitszeit und Arbeitskraft dem Arbeitgeber zur Verfügung zu stellen. Er schuldet dem Arbeitgeber allerdings keinen Erfolg, sondern das bloße Tätigwerden, denn der Arbeitsvertrag ist ein Dienstvertrag und kein Werkvertrag. Der Arbeitgeber schuldet dem Arbeitnehmer hierfür das Arbeitsentgelt, auch wenn die erwartete Arbeitsqualität oder das erwartete Arbeitsvolumen nicht eintritt oder wenn der Arbeitgeber keine ausreichende Beschäftigung (Unterbeschäftigung) für den Arbeitnehmer hat. Anders als der Unternehmerlohn wird das Arbeitsentgelt unabhängig vom Erfolg des Unternehmers gezahlt. Macht der Arbeitgeber Verluste, ist das Arbeitsentgelt dessen ungeachtet zu entrichten. Dafür trägt der Arbeitnehmer – außer bei Unkündbarkeit – das Arbeitsplatzrisiko mit der Gefahr, dass er seine Arbeit durch Kündigung oder Insolvenz des Arbeitgebers verliert. Je höher das Arbeitsplatzrisiko, umso höher ist im Regelfall das Arbeitsentgelt und umgekehrt. Der Arbeitnehmer trägt zudem das Arbeitsleid.

## Rechtsfragen
Das Wort Arbeitnehmer ist ein Rechtsbegriff, der in vielen Rechtsgebieten vorkommt.

### Arbeitsverhältnis
Durch den Arbeitsvertrag wird der Arbeitnehmer im Dienste eines anderen zur Leistung weisungsgebundener, fremdbestimmter Arbeit in persönlicher Abhängigkeit verpflichtet. Weisungsgebunden ist, wer nicht im Wesentlichen frei seine Tätigkeit gestalten und seine Arbeitszeit bestimmen kann. Der Grad der persönlichen Abhängigkeit hängt dabei auch von der Eigenart der jeweiligen Tätigkeit ab. Für die Feststellung, ob ein Arbeitsvertrag vorliegt, ist eine Gesamtbetrachtung aller Umstände vorzunehmen. Zeigt die tatsächliche Durchführung des Vertragsverhältnisses, dass es sich um ein Arbeitsverhältnis handelt, kommt es auf die Bezeichnung im Vertrag nicht an.
Ein Arbeitsvertragsverhältnis ist durch das persönliche Abhängigkeitsverhältnis des Arbeitnehmers vom Arbeitgeber sowie die Weisungsgebundenheit gekennzeichnet. Er muss sich an vorgegebene Arbeitszeiten halten, er bringt die Arbeitsleistung an einem bestimmten Arbeitsort und ist in Arbeitsorganisation eingebunden. Der Vertragsschluss für den Dienstvertrag ist grundsätzlich formlos möglich, wogegen der Arbeitsvertrag spätestens einen Monat nach vereinbartem Vertragsbeginn dem Arbeitnehmer schriftlich auszuhändigen ist.

### EU-Recht
Maßgeblich ist der Begriff des Arbeitnehmers in Art. 39 Abs. 1 EGV. Arbeitnehmer im Sinne der Rechtsprechung des EuGH ist jeder abhängig Beschäftigte, der eine weisungsgebundene Tätigkeit ausübt und für diese ein Entgelt bezieht, das nicht als völlig unwesentlich bezeichnet werden kann. Es ist nicht notwendig, dass der Arbeitnehmer damit seine Existenz bestreiten kann. Es reicht unter Umständen bereits, wenn z. B. einem Praktikanten Unterkunft und Verpflegung gewährt werden.

### Deutschland
Seit April 2017 definiert § 611a Abs. 1 BGB, dass der Arbeitnehmer durch den Arbeitsvertrag im Dienste eines anderen zur Leistung weisungsgebundener, fremdbestimmter Arbeit in persönlicher Abhängigkeit verpflichtet wird. Indiz hierfür ist, dass jemand nicht im Wesentlichen frei seine Tätigkeit gestalten und seine Arbeitszeit bestimmen kann.
Keine Arbeitnehmer sind:
- Strafgefangene, auch nicht bei Gefangenenarbeit gemäß § 41 Abs. 1 StVollzG;
- Kinder und Jugendliche, die noch in die Schule gehen, auch nicht bei Kinderarbeit;
- Studenten – sie können jedoch als Arbeitnehmer zählen, wenn sie einer geringfügigen Beschäftigung nachgehen;
- Arbeitslose und Rentner;
- Ehrenamtler und Vereinsmitglieder (werden im Interesse der Förderung des Vereinszwecks tätig);
- aus überwiegend karitativen oder religiösen Zwecken Beschäftigte (z. B. Mönche, Rotkreuzschwestern);
- geistliche Amtsträger und Kirchenbeamte (kein Privatrecht, sondern Arbeitsrecht der Kirchen);
- Beamte, Richter, Soldaten (öffentlich-rechtliches Dienstverhältnis);
- Selbständige (Gewerbetreibende und Freiberufler);
- Gesellschafter und Geschäftsführer von Unternehmen (unter Juristen umstritten, siehe auch Abschnitt Leitende Angestellte).

Obwohl sie keine Arbeitnehmer sind, werden arbeitnehmerähnliche Personen in manchen Fragen den Arbeitnehmern gleichgestellt. Als arbeitnehmerähnliche Personen gelten selbständig Tätige, die (in der Regel von einem Auftraggeber) wirtschaftlich abhängig und einem Arbeitnehmer vergleichbar schutzbedürftig sind (§ 12a TVG). Für sie gelten die Regelungen des TVG und für Streitigkeiten zwischen ihnen und ihren Arbeitgebern sind die Arbeitsgerichte ausschließlich zuständig (§ 5 ArbGG). Sie unterliegen in der Regel der Rentenversicherungspflicht.

#### Arbeitsrecht
Arbeitnehmer im Sinne des Betriebsverfassungsgesetzes (BetrVG) sind Arbeiter und Angestellte, Beamte, Soldaten sowie Beschäftigte des öffentlichen Dienstes einschließlich der zu ihrer Berufsausbildung Beschäftigten, unabhängig davon, ob sie im Betrieb, im Außendienst oder mit Telearbeit/Heimarbeit beschäftigt werden (§ 5 BetrVG). Arbeitnehmer im Sinne des § 5 Abs. 1 ArbGG sind Arbeiter und Angestellte sowie die zu ihrer Berufsausbildung Beschäftigten. Als Arbeitnehmer gelten auch die in Heimarbeit Beschäftigten und die ihnen Gleichgestellten sowie sonstige Personen, die wegen ihrer wirtschaftlichen Unselbständigkeit als arbeitnehmerähnliche Personen anzusehen sind. Persönliche Abhängigkeit erfordert die Unterordnung unter das Weisungsrecht des Arbeitgebers in Bezug auf Zeit, Dauer, Ort und Art der Arbeitsausführung. Das Weisungsrecht kann allerdings erheblich eingeschränkt sein. Bei Diensten höherer Art, beispielsweise bei einem im Krankenhaus beschäftigten Chefarzt, genügt die Eingliederung der Dienstleistung in eine von anderer Seite vorgegebene Ordnung des Betriebes. Eine ähnliche Legaldefinition enthält im Steuerrecht (Deutschland) § 1 Lohnsteuer-Durchführungsverordnung (LStDV).
Die Tätigkeit des Vorstands oder Geschäftsführers fällt nicht unter die allgemeine Definition des Arbeitsvertrages eines Arbeitnehmers, sondern ist als Dienstvertrag im Sinne des § 611 BGB anzusehen. Der Status des Vorstands/Geschäftsführers bestimmt sich nach den beiden Funktionen, die er wahrnimmt. Einerseits ist er als Organ der Gesellschaft Arbeitnehmer, andererseits nimmt er im Innenverhältnis die ranghöchste Stellung aller Beschäftigten ein und übt als Arbeitgeber das Direktionsrecht aus.
Vorstandsmitglieder einer Aktiengesellschaft sind in der Regel keine Beschäftigten im Sinne des § 7 Abs. 1 SGB IV. Der Vorstand ist dabei das zur Geschäftsführung befugte und verpflichtete Organ und nimmt die unternehmerische Leitung kraft eigener Verantwortung wahr. Bei Entscheidungen über Ziele und Richtlinien der Gesellschaft und bezüglich Fragen der Geschäftspolitik agiert er selbständig und insbesondere weisungsunabhängig. Der Aufsichtsrat überwacht und kontrolliert gemäß § 111 AktG die Geschäftsführung, ohne selbst zur Geschäftsführung befugt zu sein (§ 111 Abs. 4 Satz 1 AktG). Die Aktionäre entscheiden in der Hauptversammlung über Maßnahmen der Geschäftsführung nur, wenn der Vorstand es verlangt (§ 119 Abs. 2 AktG). Die Geschäftsführung ist Sache des Vorstands, die Überwachung der Geschäftsführung Sache des Aufsichtsrats, Grundlagenentscheidungen sind Sache der Hauptversammlung.

##### Pflichten des Arbeitnehmers
Hauptleistungspflicht des Arbeitnehmers ist es, die vereinbarte Arbeit zu leisten (Arbeitspflicht). Der Arbeitnehmer ist dabei gemäß § 614 BGB zur Vorleistung verpflichtet; es gilt der Grundsatz „erst die Arbeit, dann der Lohn“. Nebenpflichten des Arbeitnehmers sind unter anderem Treuepflicht, Verschwiegenheitspflicht, pfleglicher Umgang mit Materialien und Werkzeugen, Wettbewerbsverbot, Abwerbungsverbot, wechselseitige Rücksichtnahmepflicht und Schutzpflichten.

##### Rechte des Arbeitnehmers
Hauptrecht des Arbeitnehmers ist, die vereinbarte Entlohnung zu erhalten. Wenn der Arbeitgeber die Arbeitszeit des Arbeitnehmers in Anspruch nimmt, ist er auch mitverantwortlich, wie effektiv sie vom Arbeitnehmer genutzt wird. Weitere Rechte des Arbeitnehmers: Treuepflicht und Verschwiegenheitspflicht des Arbeitgebers, Materialien und Werkzeuge die den geltenden Bestimmungen in Bezug auf Sicherheit für Leib und Leben entsprechen (Fürsorgepflicht des Arbeitgebers). Zudem hat er das Recht auf ein Arbeitszeugnis nach Ausscheiden aus dem Betrieb. Ferner hat der Arbeitnehmer noch Rechte, die sich nicht aus dem Arbeitsvertrag ergeben: Koalitionsfreiheit (das Recht, einer Gewerkschaft beizutreten und sich im Betrieb gewerkschaftlich zu betätigen und zu streiken, Rechte aus dem Betriebsverfassungs- und Mitbestimmungsrecht (z. B. aktives und passives Wahlrecht bei der Wahl eines Betriebsrats)). Recht auf Erholungsurlaub nach dem Bundesurlaubsgesetz, Anspruch auf Arbeitspausen nach dem Arbeitszeitgesetz, Anspruch auf Entgeltfortzahlung im Krankheitsfall nach dem Entgeltfortzahlungsgesetz.
In Deutschland und allen demokratischen Staaten haben Arbeitnehmer das eingeschränkte Recht, Beruf und Arbeitsplatz frei zu wählen (Berufsfreiheit gemäß Art. 12 GG), Koalitionsfreiheit und eingeschränktes Streikrecht (Art. 9 Abs. 3 GG) und können sich zu Gewerkschaften zusammenschließen. Eingeschränkt werden diese Rechte beispielsweise durch die Wehrpflicht (eingeschränkte Berufsfreiheit) und das Verbot von Generalstreiks.

##### Leitende Angestellte
Eine Sondergruppe, deren Zuordnung viele Diskussionen ausgelöst hat, sind die leitenden Angestellten, die im Betrieb unterhalb der Ebene des Unternehmers Führungsfunktionen wahrnehmen. Für sie gelten besondere Regeln im Kündigungsschutz, und sie unterfallen nicht dem Betriebsverfassungsgesetz, wobei die Definition des Begriffes des „leitenden Angestellten“ in diesen beiden Rechtsgebieten unterschiedlich ist (§ 14 KSchG einerseits und § 5 BetrVG andererseits). Die Interessenvertretung der leitenden Angestellten ist der Sprecherausschuss. Dessen Beteiligungsrechte sind im Sprecherausschussgesetz geregelt.

##### Aushilfen und geringfügig Beschäftigte
Sog. Aushilfen, geringfügig Beschäftigte und Werkstudenten (siehe auch: Studentenjob, Minijob) sind ebenso reguläre Arbeitnehmer mit denselben Rechten und Pflichten. Die Differenzierung ist nur nötig wegen besonderer Regelungen hinsichtlich zu entrichtender Steuern und Sozialversicherungsabgaben. Arbeitnehmerrechtlich gibt es keine Unterschiede zu anderen Arbeitnehmern. So stehen sowohl der Kündigungsschutz als auch etwa Entgeltfortzahlung im Krankheitsfall, bei Mutterschaft oder beim gesetzlicher Urlaub auch diesen Arbeitnehmern uneingeschränkt zu. Früher übliche Differenzierungen sind als Verstoß gegen den Gleichbehandlungsgrundsatz längst beseitigt.

##### Ältere Arbeitnehmer
Die Arbeitsmarktpolitik des Staates und Personalfachleute thematisieren oft „ältere Arbeitnehmer“. Der Begriff ist weder juristisch noch wissenschaftlich definiert, meist werden mit ihm Arbeitnehmer über dem 44., gelegentlich bereits ab dem 40. Lebensjahr bezeichnet. Die Einstellungspraxis der Branchen schwankt je nach Anforderungsprofil und Personalangebot. In einigen Feldern kann es bereits wesentlich früher, oder besonders häufig ab dem 35. Lebensjahr, schwer sein, eine passende Tätigkeit zu finden.

#### Beamte
Keine Arbeitnehmer sind Beamte. Ihre Arbeitsbedingungen sind im Beamtenrecht festgelegt, das – historisch bedingt – kein Teil des Arbeitsrechtes, sondern des Verwaltungsrechtes ist. Zu beachten ist aber, dass Beamte im unionsrechtlichen Sinn Arbeitnehmer sein können. Das Einkommensteuergesetz verwendet den Begriff Arbeitnehmer ebenfalls auch für Beamte, etwa in § 10 Abs. 3 Satz 3 EStG.

#### Zivilrecht
Die Arbeitnehmer sind zivilrechtlich gemäß § 278 BGB Erfüllungsgehilfen des Arbeitgebers. Damit arbeiten sie mit Wissen und Wollen ihres Arbeitgebers, der sämtliche Handlungen und Unterlassungen seiner Arbeitnehmer gegen sich gelten lassen muss. Verletzt der Arbeitnehmer gegenüber Dritten (wie Kunden oder Lieferanten) seine Pflichten und trifft ihn dabei ein Verschulden, muss sich der Arbeitgeber diese Pflichtverletzung zurechnen lassen. Das gilt auch gemäß § 56 HGB für die in einem Laden oder in einem offenen Warenlager Angestellten, die zu Verkäufen und Empfangnahmen ermächtigt sind. Arbeitnehmer sind keine Erfüllungsgehilfen bei Arbeitnehmerüberlassung, Leiharbeit oder Zeitarbeit.

### Österreich
Auch in Österreich hat der Arbeitnehmer („Dienstnehmer“) die Dienste in eigener Person zu leisten, der Anspruch auf die Dienste ist nicht übertragbar (§ 1153 ABGB). Die Entgeltfortzahlung für sechs Wochen bei Krankheit oder Arbeitsunfall ist in § 1154b ABGB geregelt. Die Fürsorgepflicht des Arbeitgebers („Dienstgeber“) für Leben und Gesundheit des Dienstnehmers ergibt sich aus § 1157 ABGB, der Anspruch des Dienstnehmers auf ein Arbeitszeugnis aus § 1163 ABGB.

### Schweiz
Im Schweizer Arbeitsrecht regelt Art. 319 Abs. 1 OR, dass sich der Arbeitnehmer durch den Einzelarbeitsvertrag auf bestimmte oder unbestimmte Zeit zur Leistung von Arbeit im Dienst des Arbeitgebers verpflichtet und dieser zur Entrichtung eines Lohnes, der nach Zeitabschnitten (Zeitlohn) oder nach der geleisteten Arbeit (Akkordlohn) bemessen wird. Der Arbeitnehmer hat die vertraglich übernommene Arbeit in eigener Person zu leisten (Art. 321 OR), die ihm übertragene Arbeit sorgfältig auszuführen und die berechtigten Interessen des Arbeitgebers in guten Treuen zu wahren (Art. 321a OR). Er hat Maschinen, Arbeitsgeräte, technische Einrichtungen und Anlagen sowie Fahrzeuge des Arbeitgebers fachgerecht zu bedienen und diese sowie Material, die ihm zur Ausführung der Arbeit zur Verfügung gestellt werden, sorgfältig zu behandeln.

### Vereinigte Staaten
Die Rechte der Arbeitnehmer in den USA (englisch employees) sind im Arbeitsschutz gegenüber europäischen Standards stark eingeschränkt. Das gilt vor allem im Kündigungsschutz, der gesetzlich nicht geregelt ist. Aufgrund des Arbeitsvertrages (englisch employment contract) kann der Arbeitgeber (englisch employer) das Recht haben, Arbeitnehmer jederzeit zu entlassen (englisch Hire and Fire), diese grundlose Kündigung (englisch termination at will) ermöglicht bei einem unbefristeten Arbeitsverhältnis die jederzeitige Kündigung ohne Angabe von Kündigungsgründen. Üblich sind Kündigungsfristen von zwei Wochen. Das Prinzip von „hire and fire“ ist nur bei Firmen mit Gewerkschaftszugehörigkeit, leitenden Angestellten und Facharbeitern aufgrund ihrer Qualifikation begrenzt. Tarifverträge lassen nur eine Kündigung aus besonderem Grund (englisch just cause) zu. Einschränkungen gibt es auch bei Massenentlassungen aufgrund des Worker Adjustment and Retraining Notification Act (1989), wonach bei Betrieben mit mehr als 100 Vollzeitbeschäftigten im Falle von Betriebsschließungen oder Massenentlassungen eine Kündigungsfrist von 2 Monaten einzuhalten ist. Auf der Grundlage des Common Law erkennen Gerichte zunehmend an, dass das Arbeitsverhältnis als Dauerschuldverhältnis nicht ohne Grund beendet werden sollte.

## Demographische Entwicklung in Westeuropa
Die seit Jahren gestiegenen Frauenerwerbsquoten und die demographische Entwicklung werden in den kommenden Jahren die Beschäftigungsquote Älterer erhöhen, wenn der Arbeitsbedarf in dem jeweiligen Land insgesamt nicht wesentlich geringer wird. Derzeit hat Deutschland eine „inverse“ Altersstruktur im Arbeitsmarkt: Die Bevölkerungsgruppe der 60- bis 65-Jährigen ist größer als die Gruppe der 50- bis 59-Jährigen. Da die Erwerbsbeteiligung der 60- bis 64-Jährigen sonst generell niedriger ist als die der 50- bis 59-Jährigen, wirkt sich dies in Deutschland negativ auf die Erwerbsbeteiligung der Älteren aus. 51-Jährige und Ältere, die arbeitslos werden, haben geringere Chancen auf Wiederbeschäftigung, wenn eine Personalabteilung auf einen ausgewogenen „Altersmix“ der Belegschaft achtet. Diese demographische Besonderheit in der Bundesrepublik Deutschland wird in den nächsten Jahren ihre Bedeutung für die Beschäftigungssituation Älterer verlieren – die geburtenstarken Jahrgänge bis 1943 sind dann Rentner.
Die Bevölkerungsstatistik prognostiziert bereits heute, wie viele Jugendliche und Ältere in 10–15 Jahren dem Arbeitsmarkt zur Verfügung stehen könnten. Allerdings sind Prognosen aufgrund anderer Faktoren schwierig. Dies ist aber zunächst unerheblich, da es auf der individuellen Ebene keine Konsequenz nach sich ziehen könnte – außer dem Altbewährten: Ausbildung und Fortbildung.

## Kritik am Begriff
In der modernen Makroökonomie bieten die Arbeitnehmer den Faktor „Arbeit“ an, den die Unternehmen nachfragen.
Eine frühe Polemik gegen den Begriff des „Arbeitnehmers“ stammt von Friedrich Engels, dem zufolge das Ausbeutungsverhältnis zwischen Lohnarbeit und Kapital im gängigen Sprachgebrauch geradezu auf den Kopf gestellt werde:

„Es konnte mir nicht in den Sinn kommen, in das ‚Kapital‘ den landläufigen Jargon einzuführen, in welchem deutsche Ökonomen sich auszudrücken pflegen, jenes Kauderwelsch, worin z. B. derjenige, der sich für bare Zahlung von andern ihre Arbeit geben läßt, der Arbeitgeber heißt, und Arbeitnehmer derjenige, dessen Arbeit ihm für Lohn abgenommen wird. Auch im Französischen wird travail im gewöhnlichen Leben im Sinn von ‚Beschäftigung‘ gebraucht. Mit Recht aber würden die Franzosen den Ökonomen für verrückt halten, der den Kapitalisten französisch donneur de travail, und den Arbeiter französisch receveur de travail nennen wollte.“

In diesem Sinne erscheint der Begriff „Arbeitnehmer“ missverständlich, da doch diejenige Arbeitsperson, die als Arbeitnehmer bezeichnet wird, eben nicht Arbeit, sondern Lohnzahlungen dafür in Empfang nimmt, dass sie ihre Arbeitskraft dem Vertragspartner zur Verfügung stellt. Insofern wäre die Bezeichnung „Arbeitgeber“ für einen abhängig Beschäftigten angemessener.
Der Begriff „Arbeitnehmer“ verdunkelt, dass es sich um Menschen handelt, die ihre Arbeitskraft zur Sicherung ihrer Existenz verkaufen (müssen), denn sie verfügen selbst über keine Produktionsmittel. Der Begriff verdunkelt darüber hinaus, dass dies eine gesellschaftliche bedingte Abhängigkeit ist, die sich historisch durch den fortschreitenden Prozess der Arbeitsteilung ergeben hat und dass die Arbeiter eben diese Gesellschaft erst ermöglichen.
Weiterhin suggeriert das sprachliche Verhältnis Arbeitgeber – Arbeitnehmer, dass der Arbeitgeber etwas gibt, der Arbeitnehmer etwas nimmt. Der Begriff Arbeitgeber hat insofern einen gönnerhaften, der Begriff Arbeitnehmer eine ausnutzerische Konnotation. Jedoch spiegelt dieses sprachliche Verhältnis den Zustand wider, den der Arbeitsmarkt manchmal hat, nämlich dass ein großes Angebot von Arbeitskräften auf eine erheblich kleinere Nachfrage trifft. Vor diesem Hintergrund wird es zuweilen auch als vorteilhaft empfunden, Nachfrage nach der eigenen Arbeit zu haben, also Arbeitnehmer sein zu dürfen.
In der VGR wurden die Arbeitnehmer bis zur Einführung des Europäischen Systems Volkswirtschaftlicher Gesamtrechnungen 1995 (ESVG) im Jahre 1999 als „abhängig Beschäftigte“ bezeichnet. In der Volkswirtschaftslehre sind die „Arbeitnehmer“ Anbieter des Produktionsfaktors Arbeit, die „Arbeitgeber“ sind die Nachfrager nach dem Produktionsfaktor Arbeit.